# 4-Метилтиоамфетамин
4-метилтиоамфетамин (4-MTA) — химическое соединение класса амфетаминов, эмпатоген. Производимое им действие аналогично действию PMA и PMMA. В отличие от MDMA не проявляет существенного психостимулирующего эффекта.
4-MTA обладает значительным влиянием на серотонергическую передачу импульсов и крайне малым влиянием на дофаминергическую и адренергическую передачи. Предварительные исследования не обнаружили нейротоксичности 4-MTA, однако его влияние на человека до конца не изучено.

## Правовой статус
Внесён в Список I Конвенции по психотропным веществам. В России входит в Список II перечня наркотических средств, психотропных веществ и их прекурсоров, подлежащих контролю.